# Diplotaxis catholica
Diplotaxis catholica, conhecida como grisandra e, nalgumas zonas, como saramago amarelo, é uma espécie de planta com flor pertencente à família Brassicaceae. 
A autoridade científica da espécie é (L.) DC., tendo sido publicada em Regni Vegetabilis Systema Naturale 2: 32. 1821.

## Portugal
Trata-se de uma espécie presente no território português, nomeadamente em Portugal Continental, no Arquipélago dos Açores e no Arquipélago da Madeira.
Em termos de naturalidade é nativa de Portugal Continental e introduzida nos Arquipélago dos Açores e da Madeira.

## Protecção
Não se encontra protegida por legislação portuguesa ou da Comunidade Europeia.